# Pachydissus picipennis
Pachydissus picipennis es una especie de escarabajo longicornio del género Pachydissus, tribu Cerambycini, subfamilia Cerambycinae. Fue descrita científicamente por Germar en 1848.

## Descripción
Mide 30-33,75 milímetros de longitud.

## Distribución
Se distribuye por Australia.